# Tesserodon heurni
Tesserodon heurni là một loài bọ cánh cứng trong họ Bọ hung (Scarabaeidae).